# Begonia adenodes
Begonia adenodes é uma espécie de Begonia.